# 木村睦男
木村 睦男（きむら むつお、1913年〈大正2年〉7月29日 - 2001年〈平成13年〉12月7日）は日本の政治家、運輸官僚。位階は正三位。参議院議員、参議院議長、運輸大臣を歴任。

## 来歴・人物
岡山県阿哲郡千屋村（現・新見市千屋）出身。東京帝国大学法学部卒業。
田中派に属し、ロッキード事件では公判に証人として立ち田中角栄を擁護した。1987年7月4日、竹下登、金丸信らによる新派閥「経世会」が結成され、田中派が竹下派、二階堂グループ、中立系の3派に分裂した際は二階堂グループにはついていかず、中立系に属した。
自民党系の改憲団体で、「自主憲法期成議員同盟」（現・「新憲法制定議員同盟」）の関連団体である「自主憲法制定国民会議」（現・「新しい憲法をつくる国民会議」）会長をつとめ、憲法改正私案を発表するなど改憲論者であった。
秋山長造は、同一選挙区における長年のライバルとして知られた。

## 略歴
- 1938年 - 東京帝国大学法学部卒業[1]
- 1939年 - 鉄道省入省、同期に佐藤光夫元運輸事務次官[1][4]
- 1959年 - 運輸省仙台陸運局長
- 1960年 - 運輸省東京陸運局長
- 1961年 - 運輸省自動車局長
- 1964年 - 参院補選[5]の岡山県選挙区に自民党公認で出馬し当選（連続5回）[1]。
- 1974年 - 12月9日、三木内閣で運輸大臣に就任。成田空港問題に取り組み、航空燃料暫定輸送などについての地元調整を行った[6]。運輸大臣在任中にロッキード事件が発覚[1]。
- 1983年 - 改選後の臨時国会で参議院議長に就任。
- 1987年 - 勲一等旭日大綬章受章[7]
- 1989年 - 参院選に出馬せず政界引退[1]。地盤を片山虎之助に譲る。
- 2001年 - 12月7日、88歳で死去。

## 選挙歴
| 当落                        | 選挙                     | 施行日        | 選挙区       | 政党       | 得票数  | 得票率 | 得票順位 /候補者数 | 比例区 | 比例順位 /候補者数 |
| --------------------------- | ------------------------ | ------------- | ------------ | ---------- | ------- | ------ | ------------------ | ------ | ------------------ |
| 当                          | 第5回参議院議員補欠選挙  | 1964年12月9日 | 岡山県地方区 | 無所属     | 154,513 | 28.3   | 2/4                | -      | -                  |
| 当                          | 第7回参議院議員通常選挙  | 1965年7月4日  | 岡山県地方区 | 自由民主党 | 228,116 | 32.6   | 2/4                | -      | -                  |
| 当                          | 第9回参議院議員通常選挙  | 1971年6月27日 | 岡山県地方区 | 自由民主党 | 275,578 | 40.0   | 2/4                | -      | -                  |
| 当                          | 第11回参議院議員通常選挙 | 1977年7月10日 | 岡山県地方区 | 自由民主党 | 387,816 | 46.0   | 1/3                | -      | -                  |
| 当                          | 第13回参議院議員通常選挙 | 1983年6月26日 | 岡山県選挙区 | 自由民主党 | 321,642 | 44.9   | 1/4                | -      | -                  |
| 当選回数5回 （参議院議員5） |                          |               |              |            |         |        |                    |        |                    |